# Niobrara (Nebraska)
Niobrara es una villa ubicada en el condado de Knox en el estado estadounidense de Nebraska. En el Censo de 2010 tenía una población de 370 habitantes y una densidad poblacional de 196,23 personas por km².

## Geografía
Niobrara se encuentra ubicada en las coordenadas 42°45′00″N 98°1′53″O / 42.75000, -98.03139. Según la Oficina del Censo de los Estados Unidos, Niobrara tiene una superficie total de 1.89 km², de la cual 1.89 km² corresponden a tierra firme y (0%) 0 km² es agua.

## Demografía
Según el censo de 2010, había 370 personas residiendo en Niobrara. La densidad de población era de 196,23 hab./km². De los 370 habitantes, Niobrara estaba compuesto por el 84.32% blancos, el 0.27% eran afroamericanos, el 11.62% eran amerindios, el 0% eran asiáticos, el 0% eran isleños del Pacífico, el 0% eran de otras razas y el 3.78% pertenecían a dos o más razas. Del total de la población el 2.43% eran hispanos o latinos de cualquier raza.